# Boeing
The Boeing Company é uma corporação multinacional norte-americana de desenvolvimento aeroespacial e de defesa.
Fundada em 1916 por William E. Boeing, em Seattle no estado de Washington, a empresa expandiu-se ao longo dos anos, e se fundiu com a McDonnell Douglas em 1997. Em 2001, a Boeing mudou sua sede de Seattle para Chicago, Illinois, e recentemente, em 2022, mudou de novo sua sede para Arlington, Virgínia. É composta de várias unidades empresariais, que são a Boeing Commercial Airplanes, Boeing Defense, Space & Security, Engineering, Operations & Technology, Boeing Capital e Boeing Shared Services Group.
A Boeing está entre as maiores fabricantes mundiais de aeronaves e era em 2011 a segunda maior empresa de defesa e do mercado aeroespacial do mundo, perdendo apenas para a europeia Airbus, a sua maior concorrente. A empresa é o maior exportador por valor dos EUA, e suas ações são componentes do índice Dow Jones.

## História

### Antes de 1930

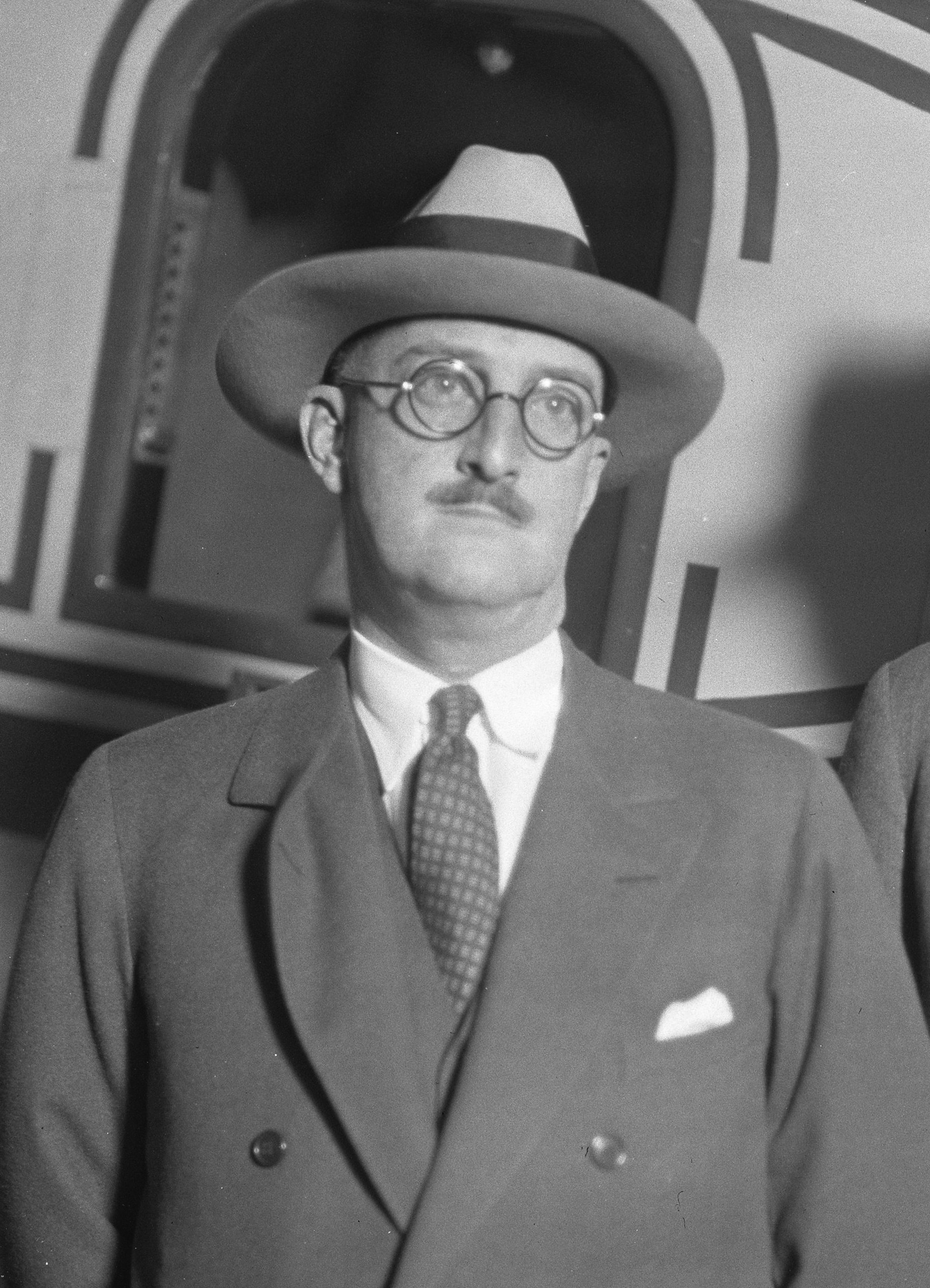
William E. Boeing em 1929.

Em março de 1910, William E. Boeing comprou o estaleiro Heath, em Seattle, no rio Duwamish, que mais tarde se tornou sua primeira fábrica. Boeing foi incorporada em Seattle por William Boeing em 15 de julho de 1916, como Pacific Aero Products Co. Boeing, que estudou na Universidade de Yale, trabalhou inicialmente na indústria da madeira, onde se tornou rico e adquiriu conhecimento sobre estruturas. Esse conhecimento seria inestimável em seu projeto posterior de montagem de aviões. A empresa ficou em Seattle para aproveitar o fornecimento local de madeira de abeto.
William Boeing fundou sua empresa alguns meses após 15 de junho, data do voo inaugural de um dos dois hidroaviões B&W construídos com a ajuda de George Conrad Westervelt, um engenheiro da Marinha dos EUA. Boeing e Westervelt decidiram construir o hidroavião B&W depois de ter voado em um avião da Curtiss. Boeing comprou um hidroavião “Flying Birdcage” de Glenn Martin (assim chamado por causa de todos os fios que prendem o conjunto) e foi instruído a voar pelo próprio Glenn Martin. Boeing quebrou o Birdcage em um acidente e quando Martin o informou que as peças de reposição não se tornariam disponíveis por meses, ele percebeu que poderia construir seu próprio avião nessa quantidade de tempo. Ele e seu amigo Westervelt concordaram em construir um avião melhor e logo produziram o hidroavião B&W. Este primeiro Boeing foi montado em um hangar do lago localizado na costa nordeste de Lake Union em Seattle. Muitos dos planos iniciais da Boeing foram hidroaviões.
Em 9 de maio de 1917, a empresa se tornou a Boeing Airplane Company. No final de 1917 os EUA entraram na I Guerra Mundial, e Boeing sabia que a Marinha dos EUA precisava de hidroaviões para treinamento. Então, Boeing enviou dois novos modelos C para Pensacola, Flórida, onde os aviões foram levados para a Marinha. A Marinha gostou tanto do modelo C'que encomendou mais 50. A empresa transferiu suas operações para um local de construção naval maior conhecido como Boeing Plant 1, localizado na parte inferior do rio Duwamish.
Quando a Primeira Guerra Mundial terminou em 1918, um grande excedente de aviões militares usados e baratos inundou o mercado de aviões comerciais, o que impediu as empresas fabricantes como a Boeing de vender qualquer novo avião. Devido a isso, muitas empresas de aviação saíram do mercado, mas outras empresas, incluindo a Boeing, começaram a vender outros produtos. Boeing construiu aparadores, bancadas e móveis, além de barcos de fundo plano chamado de Sea Sleds.
Em 1919, o Boeing B-1 fez seu primeiro voo. Era um barco voador que acomodava um piloto, dois passageiros e correio. Ao longo de oito anos fez voos de correio aéreo internacional de Seattle a Vitória, British Columbia. Em 24 de maio de 1920, o modelo Boeing 8 fez seu primeiro voo. Foi o primeiro avião a voar sobre o Monte Rainier.
Em 1923, a Boeing começou uma competição contra Curtiss por um contrato de desenvolvimento de um caça para a Força Aérea dos Estados Unidos. Embora Curtiss terminasse o seu projeto primeiro e fosse premiado com o contrato, a Boeing continuou a desenvolver o seu caça PW-9. Esse avião, junto com o Boeing P-12/F4B, fez a Boeing um dos principais fabricantes de caças ao longo da próxima década.
Em 1925, a Boeing construiu seu avião de correios Model 40 para o governo dos EUA para uso em rotas de correio aéreo. Em 1927, uma versão melhorada deste avião foi construída, o Model 40A. O 40A ganhou o contrato dos correios para entregar entre San Francisco e Chicago. O 40A também tinha uma cabine de passageiros que acomodava dois passageiros.
Nesse mesmo ano, a Boeing criou uma companhia aérea chamada Boeing Air Transport, que se fundiu um ano mais tarde com a Pacific Air Transport e a Boeing Airplane Company. O primeiro voo para a companhia foi em 1 de julho de 1927. A empresa mudou seu nome para United Aircraft and Transport Corporation em 1929 e adquiriu, a Pratt & Whitney, Hamilton Standard Propeller Company, e Chance Vought. United Aircraft, então, comprou a National Air Transport, em 1930.
Em 27 de julho de 1929, o bi plano Boeing 80 de 12 passageiros fez seu primeiro voo. Com três motores, foi o primeiro avião da Boeing construído com a única intenção de servir como transporte de passageiros. Uma versão atualizada, o 80A, transportando 18 passageiros, fez seu primeiro voo em setembro de 1929.

### Décadas de 1930 e 1940

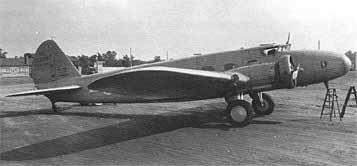
Boeing 247.

Em 1930, o Monomail, um monoplano de asa baixa que carregava correio foi construído. Construído inteiramente de metal, era muito rápido e aerodinâmico, e também tinha trem de pouso retrátil. Na verdade, o seu projeto foi tão revolucionário que os motores e hélices da época não puderam ser usados no avião. Até então hélices de passo controlável foram desenvolvidos, a Boeing estava construindo seu Model 247 para linha aérea. Dois Monomails foram construídos. O segundo, o modelo 221, teve uma cabine de 6 passageiros.
Em 1933, o revolucionário Boeing 247 foi introduzido, o primeiro avião comercial verdadeiramente moderno. O 247 era um monoplano de metal de asa baixa, que era muito mais rápido, mais seguro e mais fácil de voar que outras aeronaves de passageiros. Por exemplo, foi o primeiro avião de passageiros bimotor que poderia voar com apenas um motor. Em uma era de motores não confiáveis, isso aumentou muito a segurança de voo. Boeing construiu as primeiras 60 aeronaves exclusivamente para operações de sua própria United Airlines. Isso teria ferido gravemente as companhias aéreas concorrentes e foi o típico comportamento anticompetitivo de empresas que o governo dos EUA tentou proibir na época.
A Lei de correio aéreo de 1934 proibia companhias aéreas e fabricantes de estar sob o mesmo grupo corporativo, então a empresa se dividiu em três pequenas empresas - Boeing Airplane Company, United Airlines e United Aircraft Corporation, a precursora da United Technologies. Como resultado, William Boeing vendeu suas ações e saiu da Boeing. Claire Egtvedt, que se tornou presidente e diretor executivo da Boeing em 1933. Ele acreditava que o futuro da empresa era na construção de aviões maiores. O trabalho começou em 1936 na Boeing Plant 2 para acomodar a produção de aeronaves modernas maiores.
Pouco depois, realizaram um acordo com a Pan American World Airways (Pan Am) para desenvolver e construir um barco comercial voador capaz de transportar passageiros em rotas transoceânicas. O primeiro voo do Boeing 314 Clipper foi em junho de 1938. Foi o maior avião civil do seu tempo, com uma capacidade de 90 passageiros em voos diurnos, e de 40 passageiros em voos noturnos. Um ano depois, o primeiro serviço regular de passageiro dos EUA para o Reino Unido foi inaugurado. Posteriormente outras rotas foram abertas, e em breve, a Pan Am voava com o Boeing 314 para destinos em todo o mundo.
Em 1938, a Boeing concluiu os trabalhos em seu Model 307 Stratoliner. Este foi o primeiro avião de cabine pressurizada do mundo e foi capaz de viajar a uma altitude de 20 000 pés (6.100 m) - acima da maioria das turbulências causadas por mau tempo. Ele se baseou no B-17, utilizando a mesma cauda, asas e motores.

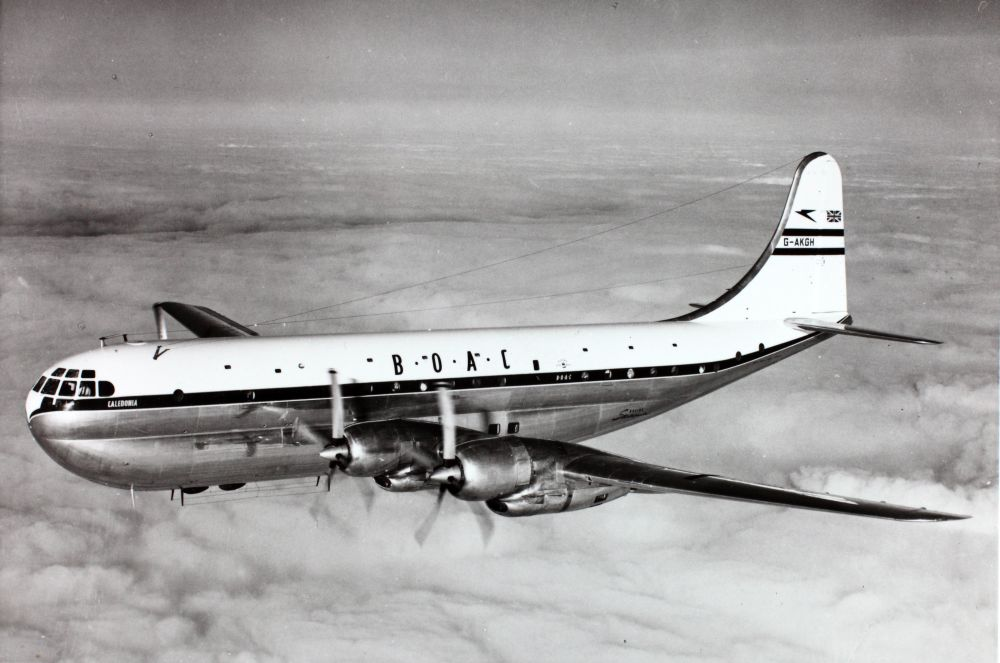
Boeing 377 Stratocruiser

Durante a Segunda Guerra Mundial, a Boeing construiu um grande número de bombardeiros B-17 e B-29. Muitos dos trabalhadores eram mulheres cujos maridos tinham ido para a guerra. No início de Março de 1944, a produção tinha sido aumentada de tal maneira que mais de 350 aviões eram construídos todos os meses. Para evitar um ataque aéreo, as fábricas tinham sido cobertas com vegetação e itens de terras agrícolas. Durante estes anos de guerra as empresas líderes de aeronaves os EUA colaboraram entre si. O projeto B-17 foi montado também pela Lockheed Aircraft Corp e Douglas Aircraft Company. enquanto o B-29 foi montado também pela '[Bell Aircraft Corporation]] e por Glenn L. Martin Company.
Depois da guerra, a maioria dos pedidos de bombardeiros foi cancelada e 70 mil pessoas perderam seus empregos na Boeing. A empresa teve como objetivo se recuperar rapidamente com a venda de seu Stratocruiser (o modelo 377), um avião comercial de luxo com quatro motores desenvolvido a partir do B-29. No entanto, as vendas deste modelo não foram como o esperado e a Boeing teve de procurar outras oportunidades para recuperar a situação. A empresa vendeu com sucesso derivados militares do Stratocruiser como o C-97 adaptados para o transporte de tropas, e o KC-97 para reabastecimento aéreo.

### Década de 1950

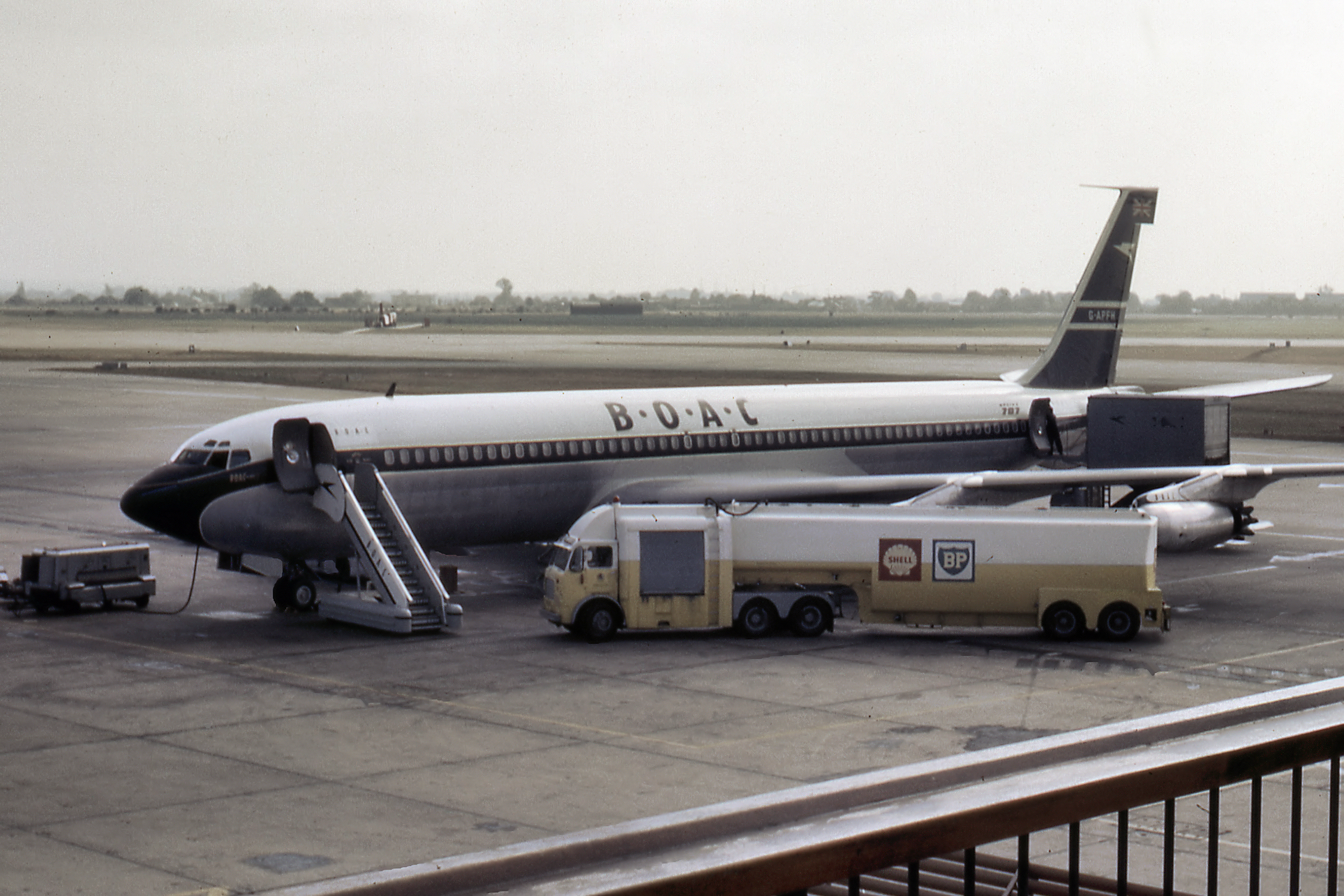
Um Boeing 707 da British Overseas Airways Corporation, 1964.

A Boeing desenvolveu jatos militares, como o B-47 Stratojet e B-52 Stratofortress no final de 1940 e em 1950. Durante os anos 50, a Boeing usou fundos da empresa para desenvolver o 367-80, um avião a jato modelo que levou a construção do KC-135 Stratotanker e o Boeing 707.
A tecnologia de meados dos anos 1950 tinha avançado significativamente, o que deu a Boeing a oportunidade de desenvolver e fabricar novos produtos. Um dos primeiros foi um míssil guiado de curto alcance usado para interceptar aeronaves inimigas. Nesse tempo a Guerra Fria tornou-se um fato, e a Boeing usou sua tecnologia de mísseis de curto alcance para desenvolver e construir um míssil intercontinental.
Em 1958, a Boeing começou a entrega do seu 707, primeiro jato comercial dos EUA, em resposta ao britânico De Havilland Comet, o francês Sud Aviation Caravelle e o soviético Tupolev Tu-104, que eram a primeira geração mundial de jatos comerciais. Com o 707 de quatro motores e 156 passageiros, os EUA se tornaram o líder na fabricação de jatos comerciais. Alguns anos mais tarde, a Boeing apresentou uma segunda versão da aeronave, o 720, que era um pouco mais rápido e tinha menor alcance.
A Boeing foi uma grande produtora de motores a reação de pequeno porte durante os anos 1950 e 1960. Os motores representaram um dos grandes esforços da empresa para expandir sua base de produtos além de aeronaves militares após a Segunda Guerra Mundial. O desenvolvimento no motor a gasolina começou em 1943 e turbinas de gás da Boeing foram designados aos modelos 502, 520, 540, 551 e 553. A Boeing construiu 2 461 motores antes do final da produção em abril de 1968. Muitas aplicações dos motores a reação da Boeing foram consideradas pioneiras, incluindo os primeiros helicópteros e barcos a reação.

### Década de 1960

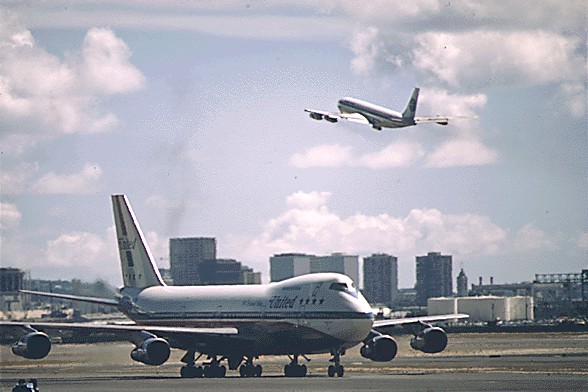
O Boeing 707 e o Boeing 747 formaram a espinha dorsal de muitas grandes frotas aéreas até o final da década de 1970.

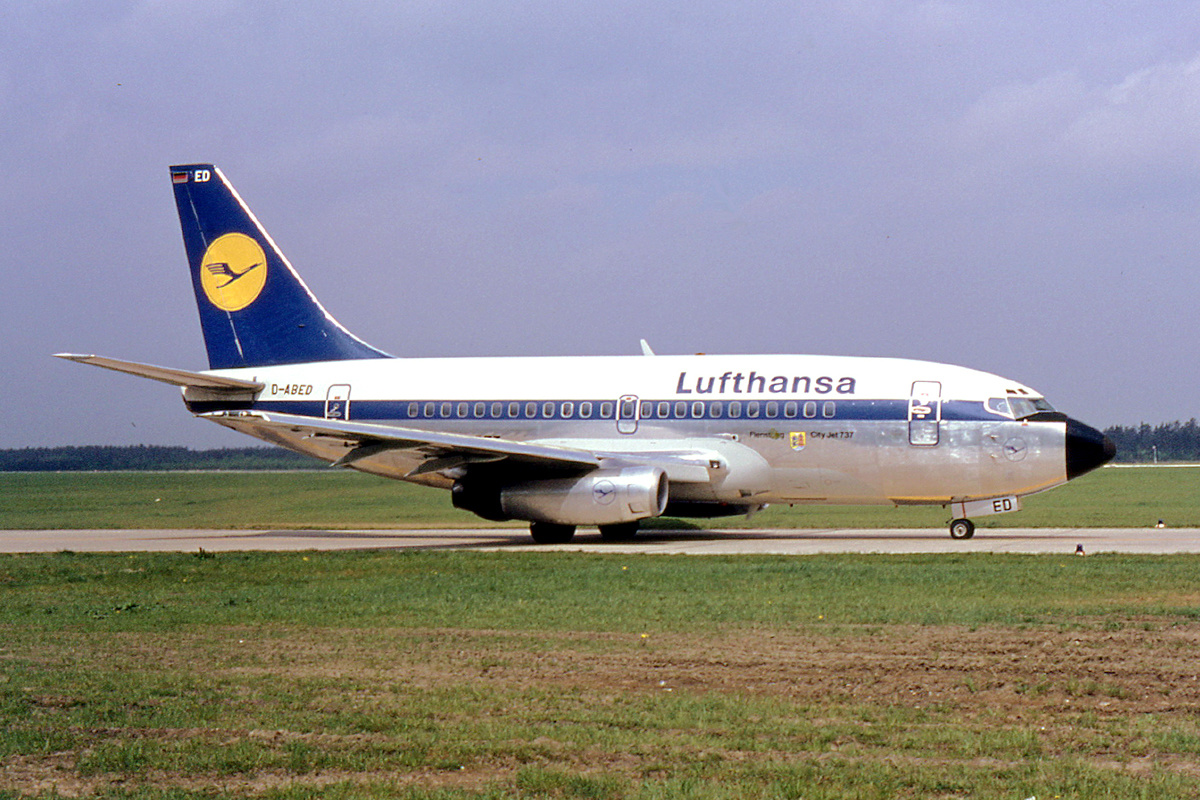
O Boeing 737, a aeronave mais produzida da Boeing.

A Vertol Aircraft Corporation foi adquirida pela Boeing em 1960, e foi reorganizada como Boeing's Vertol Division. O birotor CH-47 Chinook, produzido pela Vertol, teve seu primeiro voo em 1961. Este helicóptero de carga pesada continua a ser um dos mais fortes até os dias de hoje. Em 1964, a Vertol também começou a produção do CH-46 Sea Knight.
Em dezembro de 1960, a Boeing anunciou o modelo 727, que entrou em serviço comercial cerca de três anos mais tarde. Várias variantes de cabine e carga foram desenvolvidos para o 727. O 727 foi o primeiro avião comercial a vender 1 000 unidades, e alguns anos mais tarde, a marca de 1 500 foi atingida.
A Boeing ganhou um contrato em 1961 para fabricar o estágio S-IC do foguete Saturno V, fabricado na linha de montagem Michoud em New Orleans, Louisiana.
Em 1966, o presidente da Boeing, William M. Allen, requisitou Malcolm T. Stamper para liderar a produção do novo avião 747 que a empresa estava montando. Este foi um desafio monumental de engenharia e gestão, e incluiu a construção da maior fábrica do mundo para construir o 747 em Everett, Washington, uma fabrica que é do tamanho de 40 campos de futebol.

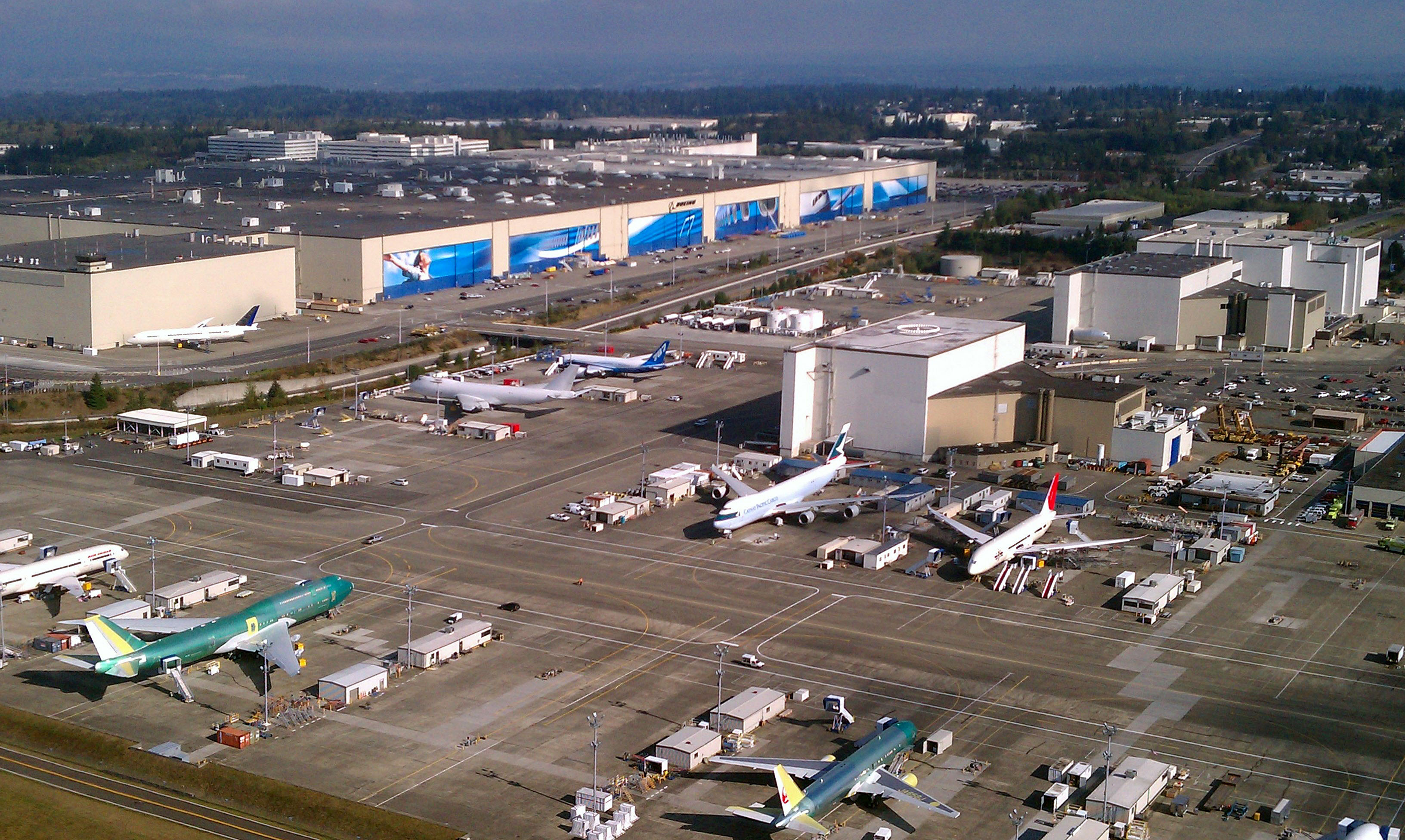
Boeing Everett Factory em 2011.

Em 1967, a Boeing apresentou outro avião de passageiros de curto e médio alcance, o bimotor 737. Tornou se desde então a aeronave a jato mais vendida na história da aviação comercial. O 737 ainda está sendo produzido, e melhorias contínuas são feitas. Várias versões foram desenvolvidas, principalmente para aumentar a capacidade de assentos e o alcance.
As cerimônias de lançamento para o primeiro 747-100 ocorreram em 1968, na nova fábrica gigante em Everett. O avião fez seu primeiro voo um ano mais tarde. O primeiro voo comercial ocorreu em 1970. O 747 tem um alcance intercontinental e uma capacidade de assentos maior que as aeronaves anteriores da Boeing.
A Boeing também desenvolveu hidroplanos na década de 1960. O USS High Point (PCH-1), o hidroplano USS Tucumcari (PGH-2) foi mais bem sucedido. Apenas um foi construído e usado no Vietnã e na Europa antes de encalhar em 1972.

### Década de 1970
Em 1970 a Boeing sofreu com a queda nos gastos militares da guerra do Vietnã, a desaceleração do programa espacial quando o Projeto Apollo estava quase completo, a recessão de 1969-1970, e a divida da empresa de US$ 2 bilhões, da construção do novo 747. A Boeing não recebeu encomendas por mais de um ano. Sua aposta para o futuro, o 747, foi adiada na produção por três meses por causa de problemas com seus motores Pratt & Whitney. Outro problema foi que, em 1971, o Congresso dos EUA decidiu parar o apoio financeiro para o desenvolvimento do supersônico 2707, a resposta da Boeing para o Concorde anglo-francês, forçando a companhia a interromper o projeto.
O Grupo de Aviação Comercial, de longe a maior unidade da Boeing, passou de 83 700 funcionários em 1968 para 20 750 em 1971. Cada funcionário da Boeing desempregado custou pelo menos outro empregado, e a taxa de desemprego subiu para 14%, a maior nos Estados Unidos. As Taxas de desocupação da habitação subiram de 1% até 16% em 1967. A concessionária U-Haul ficou sem reboques porque muitas pessoas se mudaram. Um outdoor apareceu perto do aeroporto:

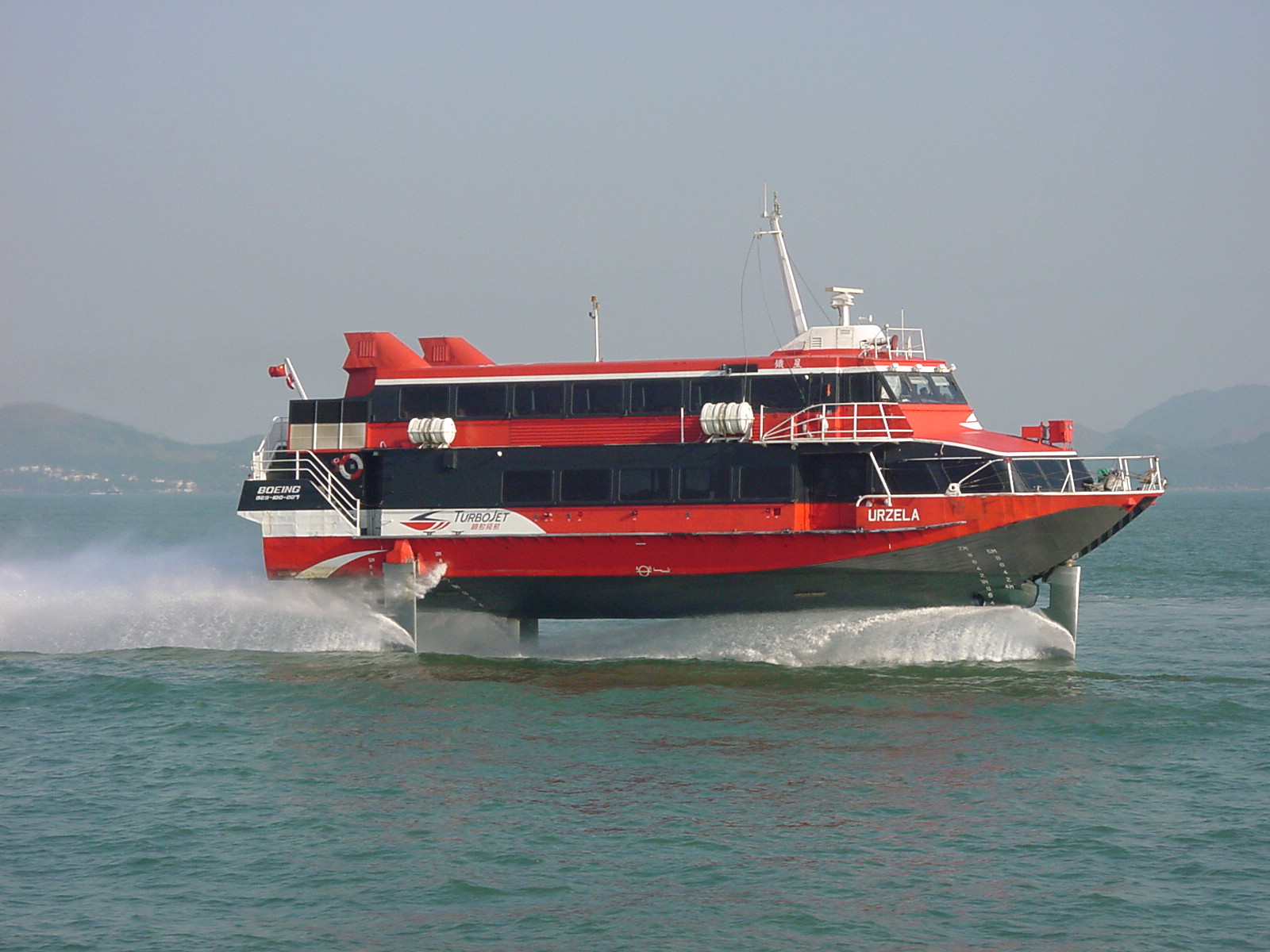
TurboJET 929-100 (Jetfoil)

Em janeiro de 1970 o primeiro 747, um avião de quatro motores de longo alcance voou comercialmente pela primeira vez. Esta famosa aeronave mudou completamente a maneira de voar com a sua capacidade de 450 passageiros e sua plataforma superior. A Boeing já entregou cerca de 1 400 747. O projeto passou por melhorias contínuas para mantê-lo tecnologicamente em dia. Versões maiores também têm sido desenvolvidas por estiramento do andar superior. Até hoje, o 747 ainda está sendo produzido, e sua versão mais recente é o 747-8.
A Boeing lançou três hidroplanos Jetfoil 929-100 que foram adquiridos em 1975 para o serviço nas ilhas havaianas. Quando o serviço terminou, em 1979, os três hidroplanos foram adquiridos pela Far East Hydrofoil para o serviço entre Hong Kong e Macau.

### Década de 1980

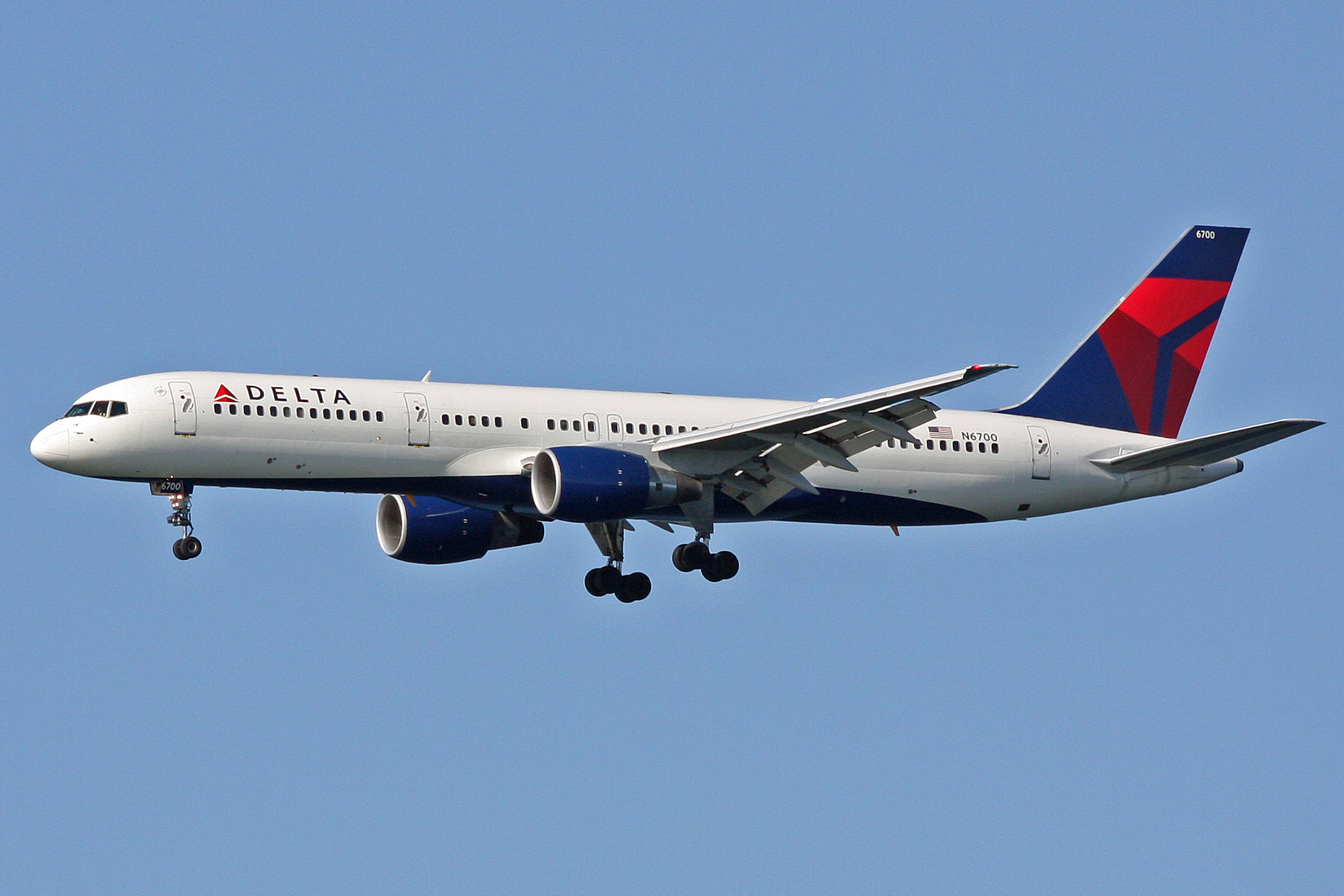
O 757 de fuselagem estreita da Boeing substituiu o 707 e o 727.

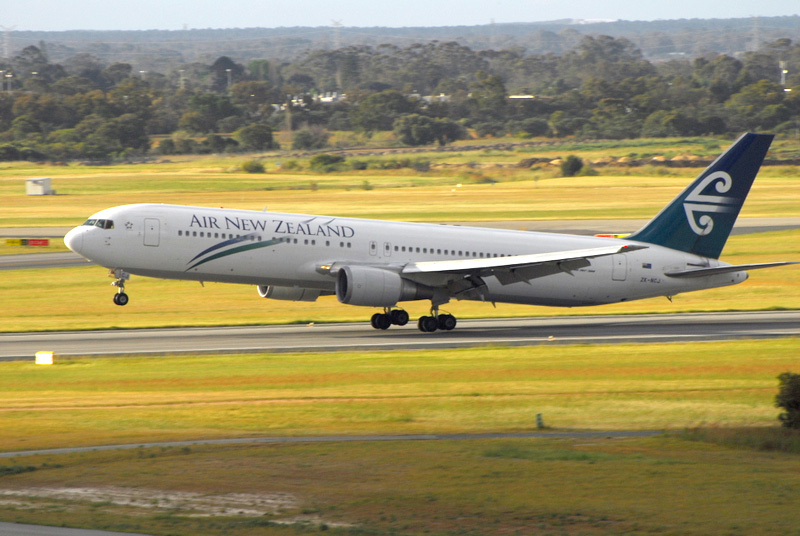
Boeing 767 de fuselagem larga.

Em 1983, a situação econômica começou a melhorar. A Boeing montou seu 1 000º 737. Durante os anos seguintes, aeronaves comerciais e suas versões militares tornaram-se o equipamento básico da força aérea e das linhas aéreas. Como o tráfego aéreo de passageiros aumentou, a concorrência era mais difícil, principalmente da Airbus, uma fábrica europeia na época recém-formada que também fabrica aviões comerciais. A Boeing tinha que oferecer novas aeronaves, e desenvolveu o 757 com um único corredor, o grande 767 com dois corredores, e versões atualizadas do 737. Um projeto importante desses anos foi o Ônibus espacial, o qual a Boeing contribuiu com sua experiência em foguetes espaciais desenvolvidos durante a era Apollo. A Boeing participou também com outros produtos do programa espacial, e foi a primeira contratada para o programa da Estação Espacial Internacional.
Durante a década, vários projetos militares entraram em produção, incluindo o bombardeiro furtivo B-2. Como parte de uma equipe da indústria liderada pela Northrop, a Boeing construiu a parte externa da asa do B-2, a seção central de fuselagem traseira, trem de pouso, sistema de combustível e sistema de armas. No seu auge, em 1991, o B-2 foi o maior programa militar da Boeing, empregando cerca de 10 000 pessoas. No mesmo ano, a Associação Nacional de Aeronáutica dos EUA premiou a equipe do projeto B-2 com o Troféu Collier pela maior conquista no setor aeroespacial na América. O primeiro B-2 saiu da instalação final de montagem de bombas em Palmdale, na Califórnia, em novembro de 1988 e voou pela primeira vez em 17 de julho de 1989.
O sistema de defesa aérea Avenger e uma nova geração de mísseis de curto alcance também entraram em produção. Durante estes anos, a Boeing foi muito ativa na modernização do equipamento militar existente e desenvolvendo novos. A Boeing também contribuiu para o desenvolvimento de energia eólica com as turbinas eólicas experimentais MOD-2 para a NASA e o Departamento de Energia dos Estados Unidos e o MOD-5B para o Havaí.

### Década de 1990

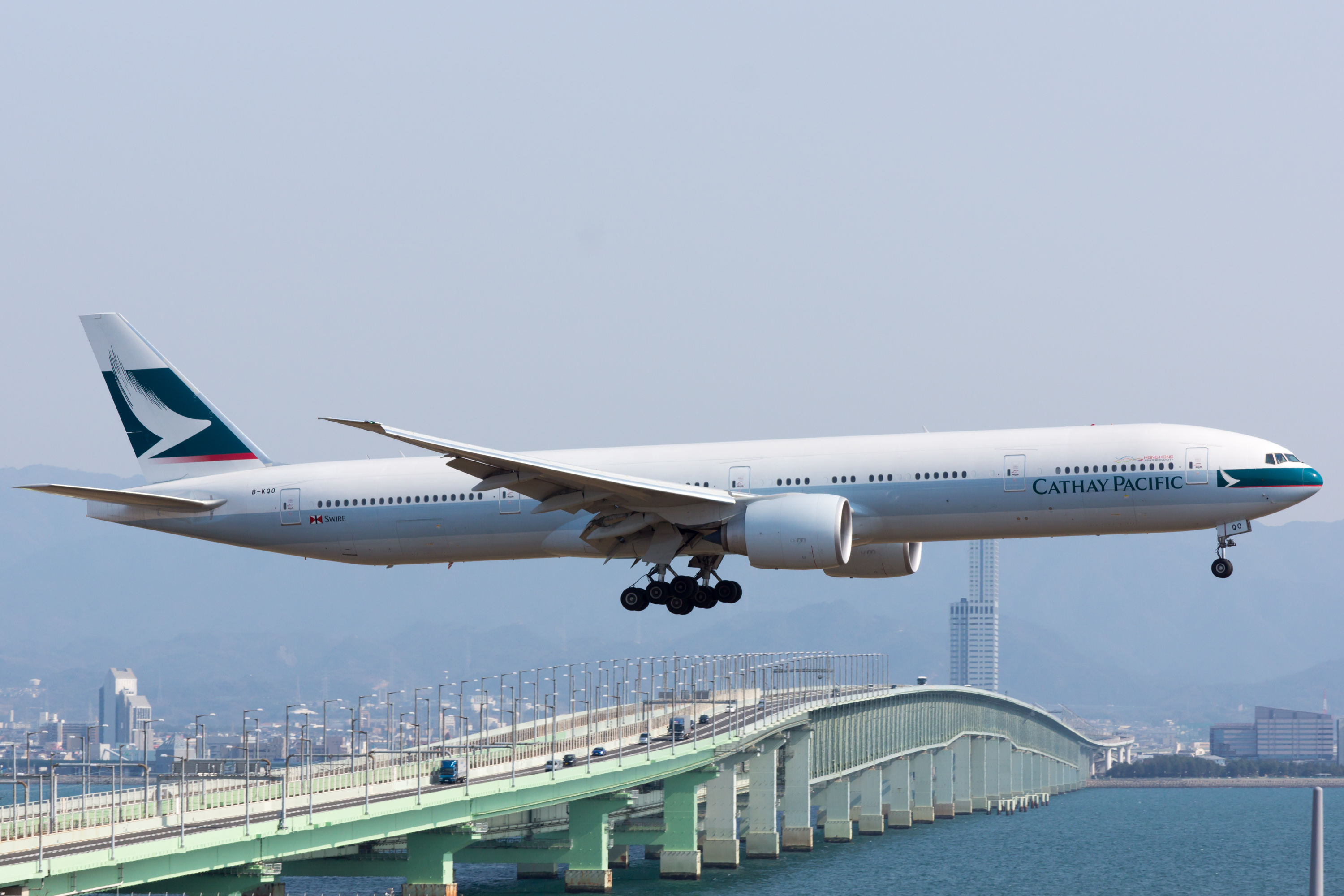
O 777-300ER da Cathay Pacific.

A Boeing foi uma das sete empresas concorrentes na proposta para o Advanced Tactical Fighter. A Boeing concordou em formar uma equipe com a General Dynamics e a Lockheed, de modo que as três empresas participariam do desenvolvimento se só uma fosse selecionada. O projeto da Lockheed acabou sendo selecionado e desenvolvido até o F-22 Raptor.
Em abril de 1994, a Boeing apresentou o avião a jato comercial mais moderno na época, o bimotor 777, com capacidade de aproximadamente 300 a 370 passageiros em um típico layout de três classes. Tendo o maior alcance entre aviões bimotores do mundo, o 777 foi o primeiro avião da Boeing a apresentar o sistema "fly-by-wire" e em parte foi concebido em resposta às incursões que estavam sendo feitas pela européia Airbus no mercado tradicional da Boeing. Esta aeronave atingiu um marco importante por ser o primeiro avião a ser projetado inteiramente utilizando técnicas computer aided design (CAD). O 777 também foi o primeiro avião a ser certificado para ETOPS 180 minutos pela FAA logo que entrou em serviço. Também em meados de 1990, a empresa desenvolveu a versão renovada do 737 conhecida como o 737 "Next-Generation", ou 737NG. Ele se tornou a versão que vendeu mais rápido na história dos 737, e em 20 de abril de 2006 as vendas ultrapassaram as do 737 antigo, com uma vantagem de 79 aviões encomendados pela Southwest Airlines.
Em 1995, a Boeing anunciou que o complexo da sede em East Marginal Way South seria demolido em vez de ser atualizado para coincidir com as novas normas sísmicas. A Boeing programou a demolição da instalação, em 1996, e mudou a sede para um prédio adjacente. Em 1997 a sede foi localizado na East Marginal Way South, no King County Airport, em Seattle.
Em 1996, a Boeing adquiriu as unidades aeroespaciais e de defesa da Rockwell. As unidades de negócios da Rockwell tornaram-se uma subsidiária da Boeing, chamada Boeing North American. Em agosto de 1997, a Boeing se fundiu com a McDonnell Douglas em uma troca de ações de US$ 13 bilhões que permaneceu no nome The Boeing Company. No entanto, este nome tinha sido o nome oficial da Boeing anteriormente adotado em 21 de maio de 1961. Após a fusão, o McDonnell Douglas MD-95 foi rebatizado de Boeing 717, e a produção do MD-11 foi limitada à versão cargueiro. A Boeing introduziu uma nova identidade corporativa com a conclusão da fusão, foi incorporado o logótipo da Boeing a uma versão estilizada do símbolo da McDonnell Douglas que foi derivado do logótipo Douglas Aircraft de 1970.

### Década de 2000

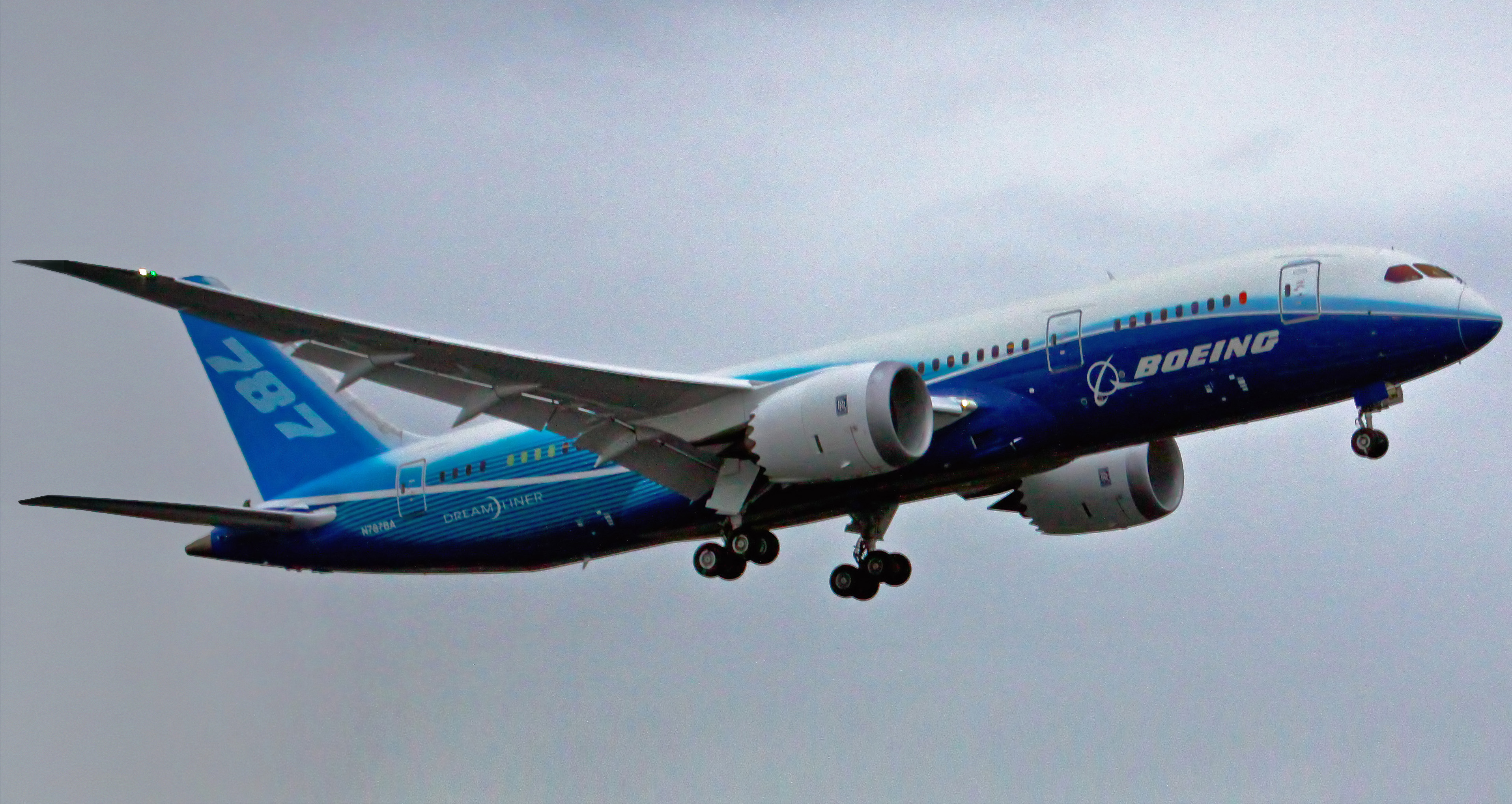
Primeiro voo do Boeing 787.

Chicago, Dallas e Denver competiram para se tornar a nova sede da maior empresa aeroespacial do mundo e tinham oferecido pacotes de milhões de dólares de incentivos fiscais. Em setembro de 2001, a Boeing mudou sua sede de Seattle para Chicago. Seus escritórios estão localizados no Fulton River District.
Em 10 de outubro de 2001, a Boeing perdeu para sua rival Lockheed Martin na competição feroz para o contrato multibilionário do Joint Strike Fighter. O projeto da Boeing, o X-32, foi rejeitado e o X-35(agora F-35) da Lockheed foi aceito. A Boeing continua a servir como o principal contratante na Estação Espacial Internacional e construiu vários dos principais componentes.
Depois de várias décadas de sucesso, a Boeing perdeu terreno para a Airbus e posteriormente, perdeu sua liderança no mercado de aviões em 2003. Vários projetos da Boeing foram iniciados e em seguida cancelados, nomeadamente o Sonic Cruiser, a proposta de um jato que iria viajar logo abaixo da velocidade do som, reduzindo tempo de viagem intercontinental em até 20 por cento. Foi lançado em 2001, junto com uma nova campanha publicitária para promover o novo lema da empresa, "Forever New Frontiers", e para reabilitar a sua imagem. No entanto, o destino do avião foi selado com as mudanças no mercado de aviação comercial após o 11 de Setembro, a fraca economia subseqüente e o aumento dos preços dos combustíveis.
Posteriormente, a Boeing simplificou a produção e voltou sua atenção para o novo modelo, o Boeing 787 Dreamliner, utilizando muito da tecnologia desenvolvida para o Sonic Cruiser, mas para uma aeronave mais convencional projetado para a máxima eficiência. Em parceria coma a NASA, General Electric e Georgia Tech a Boeing iniciou pesquisas para o desenvolvimento de aeronave híbridas elétricas (que combinam motores de combustão interna com motores elétricos) objetivando redução da poluição (atmosférica e sonora) e aumento da autonomia graças ao menor consumo de combustível.
A empresa também lançou novas variantes de seus modelos bem sucedidos 737 e 777. O 787 provou ser a escolha muito popular com as companhias aéreas, e ganhou um número recorde de encomendas pré-lançamento. Com os atrasos para o programa A380 da Airbus, várias companhias aéreas ameaçaram mudar as suas encomendas para a versão nova do Boeing 747, o 747-8. a resposta da Airbus para o 787, o A350, recebeu uma resposta morna no início, quando foi anunciado como uma versão melhorada do A330, e depois ganhou encomendas significativas quando a Airbus prometeu um design totalmente novo. O 787 tem encontrado atrasos na vinda para a produção, com o primeiro voo planejado para 2013, depois de vários atrasos. A produção será aumentada para 10 Boeing 787 por mês em 2013.

### Parceria com a Embraer
Em 5 de julho de 2018, a Boeing anuncia joint-venture com a brasileira Embraer avaliada em US$ 4,75 bi sendo que a empresa responderá por 80% do negócio. A nova empresa criada com a joint-venture foi denominada Boeing Brasil-Commercial. A Embraer permaneceria com as linhas de aviação de defesa e executiva.
Em 24 de abril de 2020, a Boeing decidiu rescindir unilateralmente o contrato de parceria na produção de aviões da linha comercial da Embraer, mantendo a joint venture para comercialização do cargueiro militar C-390.

## Produtos

### Aviões Boeing até 2006
- Boeing Model 1
- Boeing 247
- Boeing 307 Stratoliner
- Boeing 314 Clipper
- Boeing 377 Stratocruiser
- Boeing Y1B-9
- B-17 Flying Fortress
- Boeing B-29 Superfortress
- Boeing B-52 Stratofortress
- Boeing C-97 Stratofreighter
- Boeing KC-97 Stratotanker
- Boeing 707
- Boeing 720
- Boeing 717
- Boeing 727
- Boeing 737 (-100 e -200)
- Boeing 737 Classic (-300, -400 e -500)
- Boeing 737 Next Generation (-600, -700, -800, -900 e -900ER)
- Boeing 747 (-100, -200, -300, -400, e SP)
- Boeing 757
- Boeing 767
- Boeing 777

### Aviões Boeing em produção
- Boeing 737 Next Generation (-700, -800 e -900ER)
- Boeing 737 MAX (MAX 8 e MAX 9)[nota 1]
- Boeing 747-8
- Boeing 767F
- Boeing 777
- Boeing 777X
- Boeing 787 Dreamliner

### Aviões Boeing em desenvolvimento
- Boeing 737 MAX (MAX 7, MAX 200 e MAX 10)
- Boeing 797